# Liste der Träger des Preises As d’Or
Diese Liste der Preisträger des As d’Or für Gesellschaftsspiele listet alle Preisträger des As d’Or, der von 1989 bis 2005 jeweils für Spiele des vergangenen Jahres ausgezeichnet wurden. Bis 2003 gab es jeweils einen Super As d’Or und vier bis neun weitere Preisträger. In den Jahren 2004 und 2005 wurden zehn bis elf Spiele nominiert, von denen ein Spiel als As d’Or ausgezeichnet wurde. 2005 fusionierte der As d’Or mit dem Jeu de l’Année zum As d’Or – Jeu de l’Année. Für die Nominierungen ab 2006 siehe As d’Or – Jeu de l’Année – Nominierungen.

## Preisträger bis 2002
Bis 1990 wurden auch Computerspiele ausgezeichnet.
| Jahr | Spiel                                                          | Autor                                                          | Verlag                         | Auszeichnung                                                   |
| ---- | -------------------------------------------------------------- | -------------------------------------------------------------- | ------------------------------ | -------------------------------------------------------------- |
| 1988 | Super Gang                                                     | Gérard Mathieu, Gérard Delfanti                                | Ludodélire                     | Super As d’Or                                                  |
| 1988 | Galaxia                                                        | Lionel Jaques                                                  | Eigenverlag                    | As d’Or du jeu nouveau (Prix du public)                        |
| 1988 | Métamorphose                                                   | Jean-Marc Radigois                                             | Jean Marc Jeux                 | As d’Or du jeu nouveau                                         |
| 1988 | Tecop                                                          | -                                                              | -                              | As d’Or du jeu video                                           |
| 1988 | Tempête                                                        | -                                                              | -                              | As d’Or du jeu d’imagination                                   |
| 1989 | Abalone                                                        | Michel Lalet, Laurent Lévi                                     | Abalone Games                  | Super As d’Or                                                  |
| 1989 | Cryptease                                                      | Gilles Chomel                                                  | -                              | Mention spéciale                                               |
| 1989 | Explora 2 (Chrono Quest 2)                                     | -                                                              | Infomédia                      | As d’Or du jeu informatique                                    |
| 1989 | Généric                                                        | Xavier Blavoet, Mikael Fauvelle, Elisabeth Guyot               | Play Bac                       | As d’Or du jeu de convivialité                                 |
| 1989 | Gym-jungle                                                     | Christian Pachis                                               | Eigenverlag                    | As d’Or du jeu de stratégie                                    |
| 1989 | Magibridge                                                     | -                                                              | Fédération Française de Bridge | Mention spéciale décernée à une méthode d’apprentissage de jeu |
| 1989 | Riviera Quest                                                  | Pascal Chinchilla (Michel Gaudo, Guillaume Rohmer)             | Riviera Quest                  | As d’Or du jeu d’aventure                                      |
| 1989 | Scénario                                                       | C. Vanick Mélikian                                             | Eigenverlag RN 7 Production    | As d’Or du jeu de simulation                                   |
| 1989 | Scribe glass                                                   | Herr Tanniou                                                   | Eigenverlag                    | As d’Or du jeu de lettres                                      |
| 1990 | Toutankhamon (Das Geheimnis der Pyramide)                      | Stefanie Rohner, Christian Wolf                                | Jumbo                          | Super As d’Or                                                  |
| 1990 | Ex*Pion                                                        | Jean-Pierre Cassoli                                            | -                              | As d’Or Espoir                                                 |
| 1990 | Fragrances                                                     | Véronique Debroise                                             | Sentosphère                    | As d’Or du jeu de société                                      |
| 1990 | Fully                                                          | Robert Sodini                                                  | Sandoa                         | As d’Or du jeu de stratégie                                    |
| 1990 | Kami                                                           | Jacques Couvrat                                                | Indice                         | As d’Or du jeu junior (13–17 Jahre)                            |
| 1990 | Takemo                                                         | Yves Lesclavec                                                 | Eigenverlag Editac             | As d’Or du jeu de lettres                                      |
| 1990 | Territoire                                                     | Philippe Jean                                                  | -                              | As d’Or Espoir                                                 |
| 1990 | Tower Of Babel                                                 | -                                                              | MicroProse                     | As d’Or du jeu informatique                                    |
| 1992 | Quarto!                                                        | Blaise Muller                                                  | Gigamic                        | Super As d’Or                                                  |
| 1992 | Atmosfear                                                      | Phillip Tanner                                                 | Habourdin International        | As d’Or du jeu de société interactif                           |
| 1992 | Connexion                                                      | Sébastien Sjoholm                                              | Edigames                       | As d’Or du jeu de stratégie                                    |
| 1992 | Dreams                                                         | Société Tandem                                                 | Schmidt France                 | As d’Or du jeu de société                                      |
| 1992 | Droids                                                         | Dominique Ehrhard                                              | Eurogames                      | As d’Or du jeu junior (13–17 Jahre)                            |
| 1992 | L’Anniversaire des triplés                                     | Nicole Lambert, Frédéric Réverend                              | Jeux Nathan                    | As d’Or du jeu benjamin (4–7 Jahre)                            |
| 1992 | La Spirale Du Fou                                              | Alain Maynard                                                  | -                              | Joker                                                          |
| 1992 | Le Paresseux (Das Faultier)                                    | Dominique Tellier                                              | Eurogames                      | As d’Or du jeu cadet (8–12 Jahre)                              |
| 1992 | Patzam                                                         | Jean Georges                                                   | -                              | Joker                                                          |
| 1992 | Motspeed                                                       | Pierre Daniel                                                  | Pierrick Pebel                 | As d’Or du jeu de lettres                                      |
| 1993 | S.O.S. Plombier (Pipeline)                                     | John LaBelle, Tom Rabideau, Dave Rabideau                      | Habourdin International        | Super As d’Or                                                  |
| 1993 | Ces Années-là… (Das waren Zeiten!)                             | Richard Borg                                                   | MB                             | As d’Or du jeu de société                                      |
| 1993 | Dune                                                           | Bill Eberle, Jack Kittredge, Peter Olotka                      | Jeux Descartes                 | As d’Or du jeu de simulation                                   |
| 1993 | Gymkhana (Connections)                                         | Tom McNamara                                                   | Sentosphère                    | As d’Or du jeu de stratégie                                    |
| 1993 | Iceberg (Ping Win)                                             | Gilbert Lévy                                                   | Jeux Nathan                    | As d’Or du jeu benjamin (4–7 Jahre)                            |
| 1993 | La Course aux initiales (Von A bis Z)                          | Gordon Barlow                                                  | Habourdin International        | As d’Or du jeu de convivialité                                 |
| 1993 | Le Lauréat                                                     | Dominique de Saint Leger                                       | Delphis                        | As d’Or du jeu de lettres                                      |
| 1993 | Montgolfière (Montgolfiere)                                    | Dominique Ehrhard                                              | Eurogames                      | As d’Or du jeu cadet (8–12 Jahre)                              |
| 1993 | Showtime                                                       | Jeffrey D. Breslow, Howard J. Morrison                         | Kenner/Parker                  | As d’Or du jeu junior (13–17 Jahre)                            |
| 1994 | Pusher                                                         | Werner Falkhof                                                 | Peri                           | Super As d’Or                                                  |
| 1994 | A Vos Marques!                                                 | Pascal Thoniel, Pierre Bellet                                  | Jeux Nathan                    | As d’Or du jeu de convivialité                                 |
| 1994 | Barbe Noire (Blackbeard)                                       | Richard Berg                                                   | Jeux Descartes                 | As d’Or du jeu de simulation                                   |
| 1994 | Breakout                                                       | Wolfgang Riedesser                                             | Habourdin International        | As d’Or du jeu de stratégie                                    |
| 1994 | Le jeu Des Chaises Musicales                                   | Anthony J. Vadaz                                               | Habourdin International        | As d’Or du jeu benjamin (4–7 Jahre)                            |
| 1994 | Leader Foot                                                    | Christian Delcourt, Philippe Delcourt                          | L.D.F. Sport                   | As d’Or du jeu junior (13–17 Jahre)                            |
| 1994 | Petits Pieds... Partez !                                       | Corinne Biegeleisen, Rachel Penguin                            | Jeux Nathan                    | As d’Or du jeu benjamin (4–7 Jahre)                            |
| 1994 | Terrain Vague                                                  | Franck Parcabe, Roland Scaron                                  | Ludodélire                     | As d’Or du jeu de société                                      |
| 1995 | Condottiere                                                    | Dominique Ehrhard, Duccio Vitale                               | Jeux Descartes / Eurogames     | Super As d’Or                                                  |
| 1995 | Arcanor                                                        | Michaël Aguilar                                                | Grand V                        | As d’Or du jeu de stratégie                                    |
| 1995 | Bermude                                                        | Franck Monnoury                                                | Monnoury Algo                  | As d’Or du jeu de société                                      |
| 1995 | Category Game                                                  | Spartaco Albertarelli                                          | Editrice Giochi                | As d’Or du jeu de lettres et de connaissances                  |
| 1995 | Charade Puzzle                                                 | Don Scott Associates                                           | MB                             | As d’Or du jeu junior (13–17 Jahre)                            |
| 1995 | Perudo (Bluff)                                                 | Stephen Fry                                                    | Kenner/Parker                  | As d’Or du jeu de dés                                          |
| 1995 | Quixo                                                          | Thierry Chapeau                                                | Gigamic                        | As d’Or du jeu de stratégie                                    |
| 1995 | Soiree de Meurtre (An Evening of Murder)                       | Lauri E. Hulse, Cathy S. Miller, Larry Zacher                  | Jeux Spear                     | As d’Or du jeu de convivialité                                 |
| 1995 | Spirou et les Champignons Géants                               | Philippe des Pallières, Patrice Pillet, Jean-Charles Rodriguez | Jeux Nathan                    | As d’Or du jeu cadet (8–12 Jahre)                              |
| 1995 | Tribalance                                                     | Michael Sohre                                                  | Theta                          | As d’Or de L’innovation                                        |
| 1996 | Magic : L’assemblée (Magic: The Gathering)                     | Richard Garfield                                               | Wizards of the Coast           | Super As d’Or                                                  |
| 1996 | Avalam Bitaka (Avalam)                                         | Philippe Deweys                                                | Filsfils International         | As d’Or du jeu de stratégie                                    |
| 1996 | K’dor                                                          | José Mellina                                                   | Jeux PBM                       | As d’Or du jeu de tactique                                     |
| 1996 | Kaleidos                                                       | Spartaco Albertarelli                                          | Editrice Giochi                | As d’Or du jeu de convivialité                                 |
| 1996 | Obélix Contre Hattack                                          | Dominique Tellier                                              | Jeux Nathan                    | As d’Or du jeu cadet (8–12 Jahre)                              |
| 1996 | Power                                                          | Monte B. Young                                                 | Mattel/Jeux Spear              | As d’Or du jeu junior (13–17 Jahre)                            |
| 1996 | Topword                                                        | Elliot Rudell                                                  | Hasbro                         | As d’Or du jeu de lettres et de connaissances                  |
| 1996 | Triolet                                                        | José Mellina, André Perriolat                                  | Jeux PBM                       | As d’Or du jeu de société                                      |
| 1997 | Gang of Four                                                   | Lee Yih                                                        | Jeux Dargaud / Days of Wonder  | Super As d’Or                                                  |
| 1997 | Bataclan                                                       | -                                                              | Gigamic                        | As d’Or du jeu cadet (8–12 Jahre)                              |
| 1997 | Batik                                                          | Kris Burm                                                      | Gigamic                        | As d’Or du jeu benjamin (4–7 Jahre)                            |
| 1997 | Elixir (Mixtur)                                                | Sylvie Barc, Jean-Charles Rodriguez, Frédéric Légonie          | Asmodée Editions               | As d’Or du jeu de convivialité                                 |
| 1997 | Énigmo (Eureka)                                                | Haim Shafir                                                    | Jeux Nathan                    | As d’Or du jeu de vocabulaire                                  |
| 1997 | Méditerranée (Serenissima)                                     | Dominique Ehrhard, Duccio Vitale                               | Jeux Descartes                 | As d’Or du jeu de simulation                                   |
| 1997 | Netrunner                                                      | Richard Garfield                                               | Wizards of the Coast           | As d’Or du jeu de cartes à collectionner                       |
| 1997 | Rummikub Lettres (Wort Rummikub)                               | -                                                              | Hasbro France                  | As d’Or du jeu de lettres                                      |
| 1997 | Speed                                                          | Reinhard Staupe                                                | Filsfils International         | As d’Or du jeu junior (13–17 Jahre)                            |
| 1997 | Zen l'initie                                                   | Jean Barnéoud-Rousset, E. Deluard, Claude Soucie               | DJ Games                       | As d’Or du jeu de stratégie                                    |
| 1998 | Zatre                                                          | Manfred Schüling                                               | Perner Publishing Group AG     | Super As d’Or                                                  |
| 1998 | Abalone                                                        | Michel Lalet, Laurent Lévi                                     | Abalone Games                  | As d’Or de la décennie 1988–1998                               |
| 1998 | Crescendo                                                      | Claude Jonette                                                 | Filsfils International         | As d’Or du jeu de stratégie                                    |
| 1998 | Le Défi Du Sphinx                                              | Richard Bourrelly                                              | Ludotech                       | As d’Or du jeu junior (13–17 Jahre)                            |
| 1998 | Planet Genius (Bluffer)                                        | Gilles Monnet                                                  | Spot Games                     | As d’Or du jeu de convivialité                                 |
| 1998 | Tic Tac Boum (Tick... Tack... Bumm!)                           | Jean-Charles Rodriguez, Sylvie Barc                            | Ravensburger                   | As d’Or du jeu familial                                        |
| 1999 | La Route des épices (Spice Navigator)                          | Véronique Debroise, Victor Lucas                               | Sentosphère                    | Super As d’Or                                                  |
| 1999 | Bunker Poker                                                   | Philippe Aucagos                                               | Gigamic                        | As d’Or du jeu de convivialité                                 |
| 1999 | Fits                                                           | Charles B. Phillips, Ronald Wiecek                             | Ravensburger                   | As d’Or du jeu junior (13–17 Jahre)                            |
| 1999 | Patamania (Claymania)                                          | Agnès Quintin, Véronique Debroise                              | Sentosphère                    | As d’Or du jeu familial                                        |
| 1999 | Yin Yang                                                       | Claude Jonette                                                 | Filsfils International         | As d’Or du jeu de tactique                                     |
| 2000 | Kahuna                                                         | Günter Cornett                                                 | Tilsit Éditions                | Super As d’Or                                                  |
| 2000 | Dérive                                                         | Catherine Gibaud, Olivier Gibaud                               | Couleur Voyelles               | As d’Or du jeu familial                                        |
| 2000 | Jeu de Lices                                                   | Pierre Galzin, Christian Galzin                                | Eigenverlag A.E.M.T.           | As d’Or du jeu de reflexion                                    |
| 2000 | Trap Surprise                                                  | Sébastien Sjoholm                                              | Edigames                       | As d’Or du jeu junior (13–17 Jahre)                            |
| 2000 | Vinci                                                          | Philippe Keyaerts                                              | Jeux Descartes                 | As d’Or du jeu de stratégie                                    |
| 2001 | Blokus                                                         | Bernard Tavitian                                               | Sekkoïa                        | Super As d’Or                                                  |
| 2001 | Cartagena                                                      | Leo Colovini                                                   | Venice Connection              | As d’Or du jeu de tactique                                     |
| 2001 | Conquistador                                                   | Victor Lucas                                                   | Sentosphère                    | As d’Or du jeu de cartes                                       |
| 2001 | Croque-carotte (Lotti Karotti)                                 | David Kremer                                                   | Ravensburger                   | As d’Or du jeu junior (13–17 Jahre)                            |
| 2001 | Jericho                                                        | Jean-Louis Roubira                                             | Startis                        | As d’Or du jeu de stratégie                                    |
| 2001 | Les Dragons Du Mekong (Drachendelta)                           | Roberto Fraga                                                  | Jeux Descartes                 | As d’Or du jeu familial                                        |
| 2001 | Quits                                                          | Loris Immordino                                                | Gigamic                        | As d’Or du jeu de pions                                        |
| 2002 | Bakari                                                         | Virginia Charves                                               | Tactic France                  | Super As d’Or                                                  |
| 2002 | Collection particulière                                        | Véronique Debroise, Michel Deprade                             | Sentosphère                    | As d’Or du jeu de cartes                                       |
| 2002 | Composio                                                       | Jean Fin                                                       | TF1 Games                      | As d’Or du jeu de lettres                                      |
| 2002 | Hitstory                                                       | Denis Bulot, Jérôme Dutel                                      | BD2 Games                      | As d’Or du jeu d’ambiance                                      |
| 2002 | Les Loups-Garous de Thiercelieux (Die Werwölfe von Düsterwald) | Philippe des Pallières, Hervé Marly                            | Lui-même                       | As d’Or du jeu d’animation                                     |
| 2002 | Pique Plume (Zicke Zacke Hühnerkacke)                          | Klaus Zoch                                                     | Gigamic / Zoch                 | As d’Or du jeu d’enfant                                        |
| 2002 | Shendao                                                        | Valéry Fourcade                                                | La Mèche Rebelle               | As d’Or du jeu de tactique                                     |
| 2002 | Tic Tac Troll (Zapp Zerapp)                                    | Klaus Zoch, Heinz Meister                                      | Gigamic / Zoch                 | As d’Or du jeu familial                                        |
| 2002 | XIII : Le Complot                                              | Pascal Bernard                                                 | Week End Games                 | As d’Or du jeu de simulation                                   |

## Preisträger und Nominierungen ab 2003
| Jahr | Spiel                                             | Autor                                   | Verlag                            | Illustration                           | Alter | Anzahl Spieler | Spieldauer           | Auszeichnung |
| ---- | ------------------------------------------------- | --------------------------------------- | --------------------------------- | -------------------------------------- | ----- | -------------- | -------------------- | ------------ |
| 2003 | Alhambra (Der Palast von Alhambra)                | Dirk Henn                               | Tilsit Éditions                   | Jörg Asselborn, Christof Tisch         | ab 8  | 2–6            | 45 Minuten           | As d’Or      |
| 2003 | Comme des Mouches (Fliegen)                       | Philippe des Pallières                  | Lui-même                          | Franck Dion                            | ab 8  | 2–5            | 15 Minuten           | nominiert    |
| 2003 | Crazy Circus                                      | Dominique Ehrhard                       | Foxmind Games                     | Dominique Ehrhard                      | ab 8  | 1 oder mehr    | 15–30 Minuten        | nominiert    |
| 2003 | Délir'phone                                       | Agnès de Lestrade, Emmanuel de Lestrade | Week End Games / Ravensburger     | -                                      | ab 8  | 3–6            | 25 Minuten           | nominiert    |
| 2003 | La Città                                          | Gerd Fenchel                            | Tilsit Éditions                   | Claus Stephan                          | ab 12 | 2–5            | 2 Stunden            | nominiert    |
| 2003 | La Vache Amoureuse                                | Yves Renou                              | Paille Éditions                   | Valérie Michaux, Marilou Dadat         | ab 8  | 2–4            | 15 Minuten           | nominiert    |
| 2003 | Le Collier de la Reine (Das Halsband der Königin) | Bruno Cathala, Bruno Faidutti           | Days of Wonder                    | Humbert Chabuel, Pierre-Alain Chartier | ab 8  | 2–5            | 30–45 Minuten        | nominiert    |
| 2003 | Mare Nostrum                                      | Serge Laget                             | Jeux Descartes                    | Franck Dion                            | ab 12 | 3–5            | 2 Stunden und länger | nominiert    |
| 2003 | Meli Melo (Schicki Micki)                         | Jacques Zeimet                          | Gigamic / Zoch                    | Doris Matthäus                         | ab 7  | 2–7            | 15–20 Minuten        | nominiert    |
| 2003 | Plouf Plouf Grenouille (Hopse Frosch)             | Steffen Schulz                          | Tilsit Éditions                   | Nick Dingbaum                          | ab 3  | 2–4            | 10–15 Minuten        | nominiert    |
| 2003 | Unanimo (Flash)                                   | Theo Coster, Ora Coster                 | Cocktail Games                    | Cyril Saint Blancat                    | ab 10 | 3–8            | 10–15 Minuten        | nominiert    |
| 2004 | Les Aventuriers du Rail (Zug um Zug)              | Alan R. Moon                            | Days of Wonder                    | Julien Delval                          | ab 8  | 2–5            | 40 Minuten           | As d’Or      |
| 2004 | Atlas & Zeus                                      | Bruno Cathala                           | Jeux Descartes                    | Christel Espie                         | ab 10 | 2              | 30 Minuten           | nominiert    |
| 2004 | Coyote (Spiel)                                    | Spartaco Albertarelli                   | Tilsit Éditions / Kidult Game     | Angélique Rénier                       | ab 10 | 2–6            | 20 Minuten           | nominiert    |
| 2004 | Diam                                              | Bernard Klein, Alain Couchot            | Ferti                             | -                                      | ab 8  | 2              | 20 Minuten           | nominiert    |
| 2004 | Habana Taxi                                       | Dominique Ehrhard                       | Erudia                            | Bernard Bittler                        | ab 10 | 3–7            | 30 Minuten           | nominiert    |
| 2004 | L’Escalier hanté (Geistertreppe)                  | Michelle Schanen                        | Drei Magier Spiele                | Johann Rüttinger                       | ab 4  | 2–4            | 15 Minuten           | nominiert    |
| 2004 | Maka Bana                                         | François Haffner                        | Tilsit Éditions                   | Johann Aumaître                        | ab 10 | 2–5            | 30 Minuten           | nominiert    |
| 2004 | O Zoo Le Mio                                      | Corné van Moorsel                       | Gigamic / Zoch / Rio Grande Games | Czarnè                                 | ab 9  | 2–4            | 45 Minuten           | nominiert    |
| 2004 | ShaZam!                                           | Philippe des Pallières, François Bruel  | Lui-même                          | François Bruel                         | ab 10 | 2              | 20 Minuten           | nominiert    |
| 2004 | Yinsh                                             | Kris Burm                               | Don & Co                          | Lu'cifer                               | ab 9  | 2              | 30 Minuten           | nominiert    |